# 二宮浩彰
二宮 浩彰（にのみや ひろあき、1967年 - ）は、日本のスポーツ科学者。学位は博士（体育学）（中京大学・2005年）。同志社大学スポーツ健康科学部教授。

## 人物・経歴
大阪府生まれ。大阪府立港高等学校を経て、1989年大阪体育大学体育学部体育学科卒業、同特別研究生。1992年鹿屋体育大学大学院体育学研究科修士課程修了、修士（体育学）。1995年中京大学大学院体育学研究科博士後期課程単位取得退学。
1995年中京大学大学院体育学研究科助手。1996年大分大学経済学部専任講師。2003年サイモンフレーザー大学資源環境マネジメント学科客員研究員。1998年大分大学経済学部助教授。2005年博士（体育学）。2006年大分大学経済学部教授。
2008年同志社大学スポーツ健康科学部教授、同志社大学大学院スポーツ健康科学研究科博士後期課程教授。2012年奈良市スポーツ推進計画策定委員会委員。2013年日本生涯スポーツ学会理事。
2015年日本体育学会体育学研究編集委員。2017年フロリダ大学ツーリズム・レクリエーション・スポーツマネジメント学科客員研究員。2018年京都市スポーツ施設指定管理者選定委員会委員長。2020年日本スポーツマネジメント学会理事。

## 著作
- 『レクリエーションの行動科学』不昧堂出版 2007年
- 『スポーツ産業論』（原田宗彦編著）杏林書院 2015年
- 『「趣味に生きる」の文化論 : シリアスレジャーから考える』（宮入恭平, 杉山昂平編）ナカニシヤ出版 2021年

### 監修
- 『新たなスポーツビジネスモデルを考える : 同志社大学スポーツマネジメントプロジェクト講演録』杏林書院 2017年